# 蘇斯河
55°11′45″N 11°44′35″E / 55.19583°N 11.74306°E

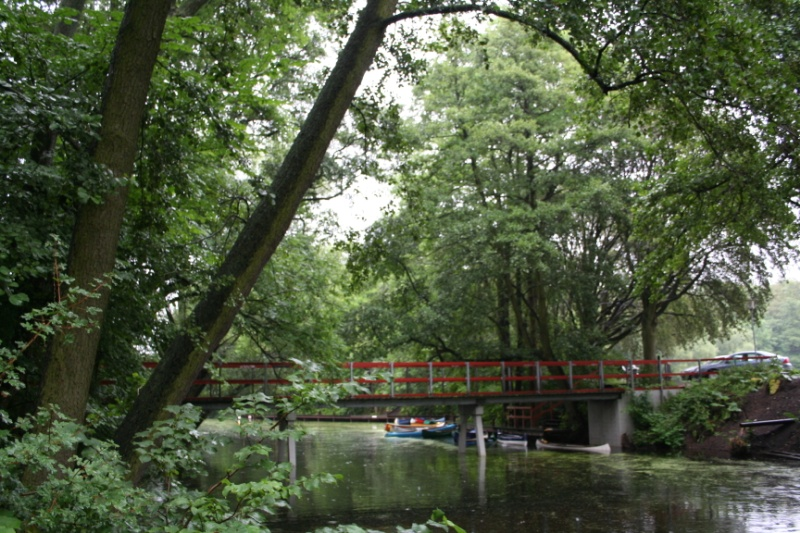

蘇斯河（丹麥語：Suså），是丹麥的河流，位於東南部西蘭大區，處於奈斯特韋茲，流經靈斯泰茲和索勒，最終注入北海，河道全長83公里，流域面積1,170平方公里